# Eucalyptus globulus

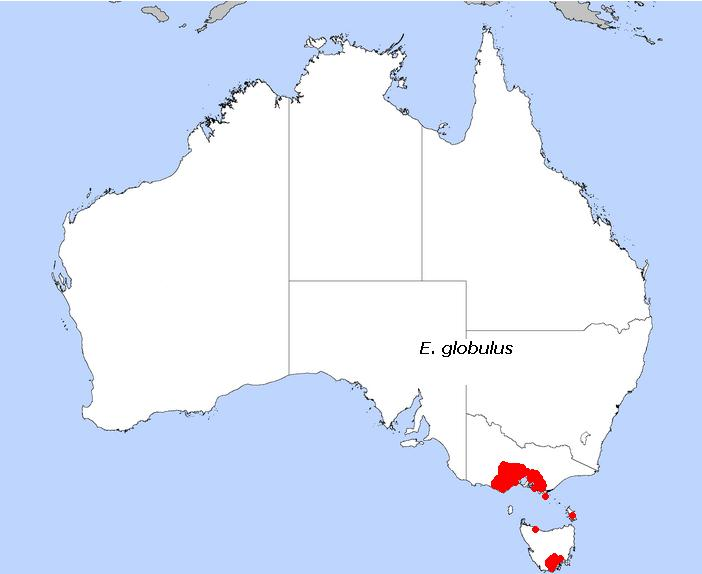
Distribuição do E. globulus na sua região de ocorrência nativa, sendo uma área de ocorrência nativa muito pequena.

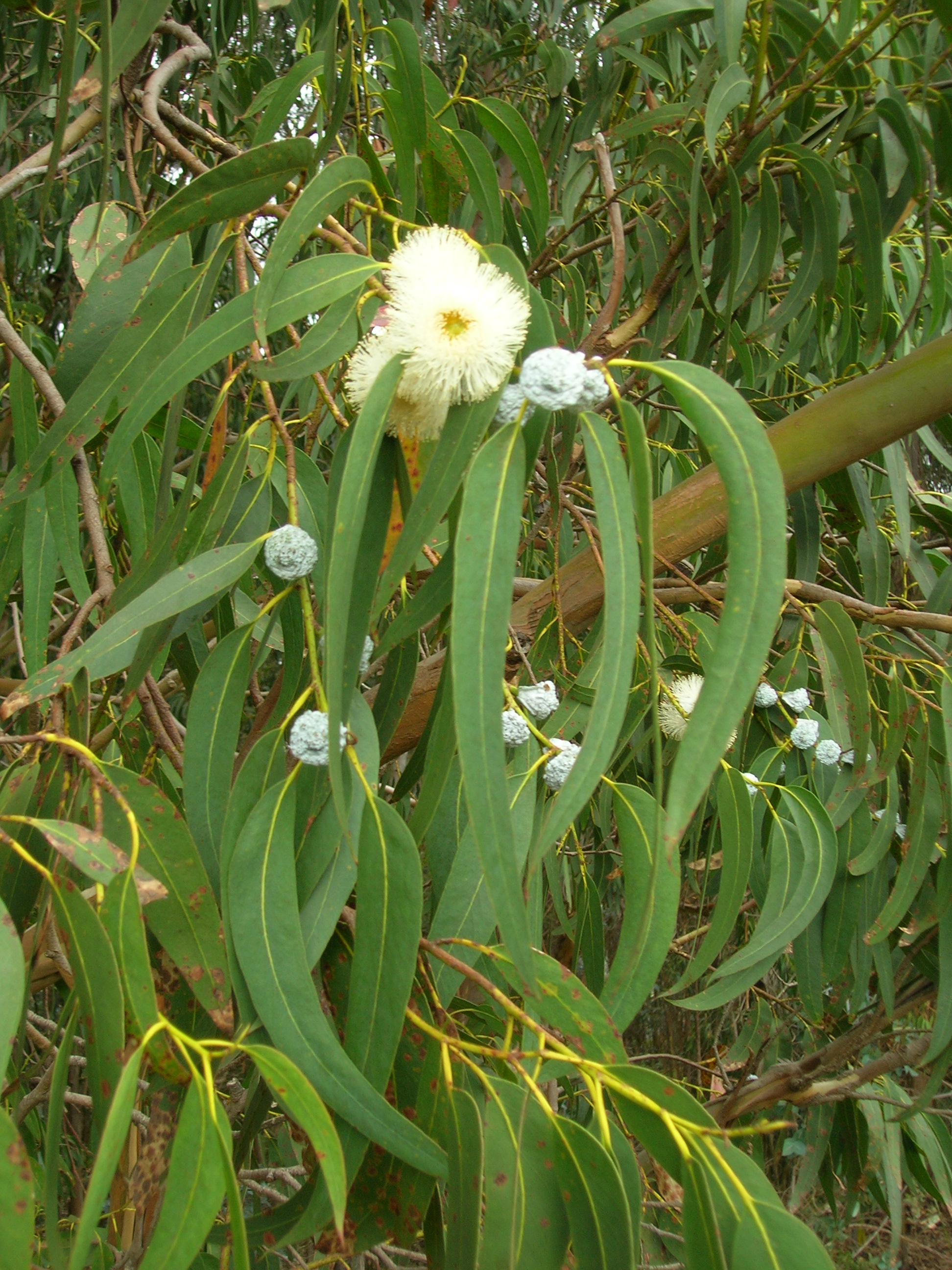
Folhas adultas, flores e botões do E. globulus.

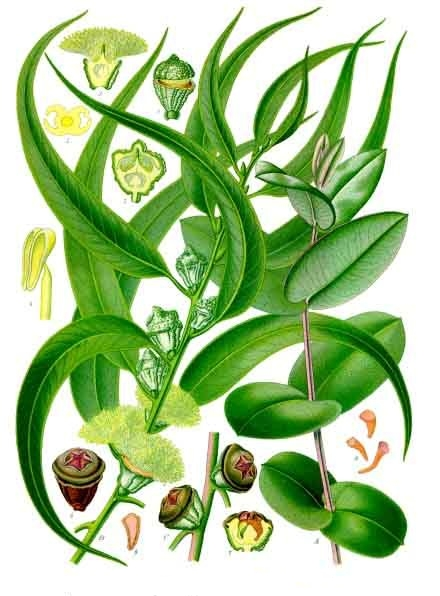
E. globulus (gravura do Köhler's Medizinal-Pflanzen).

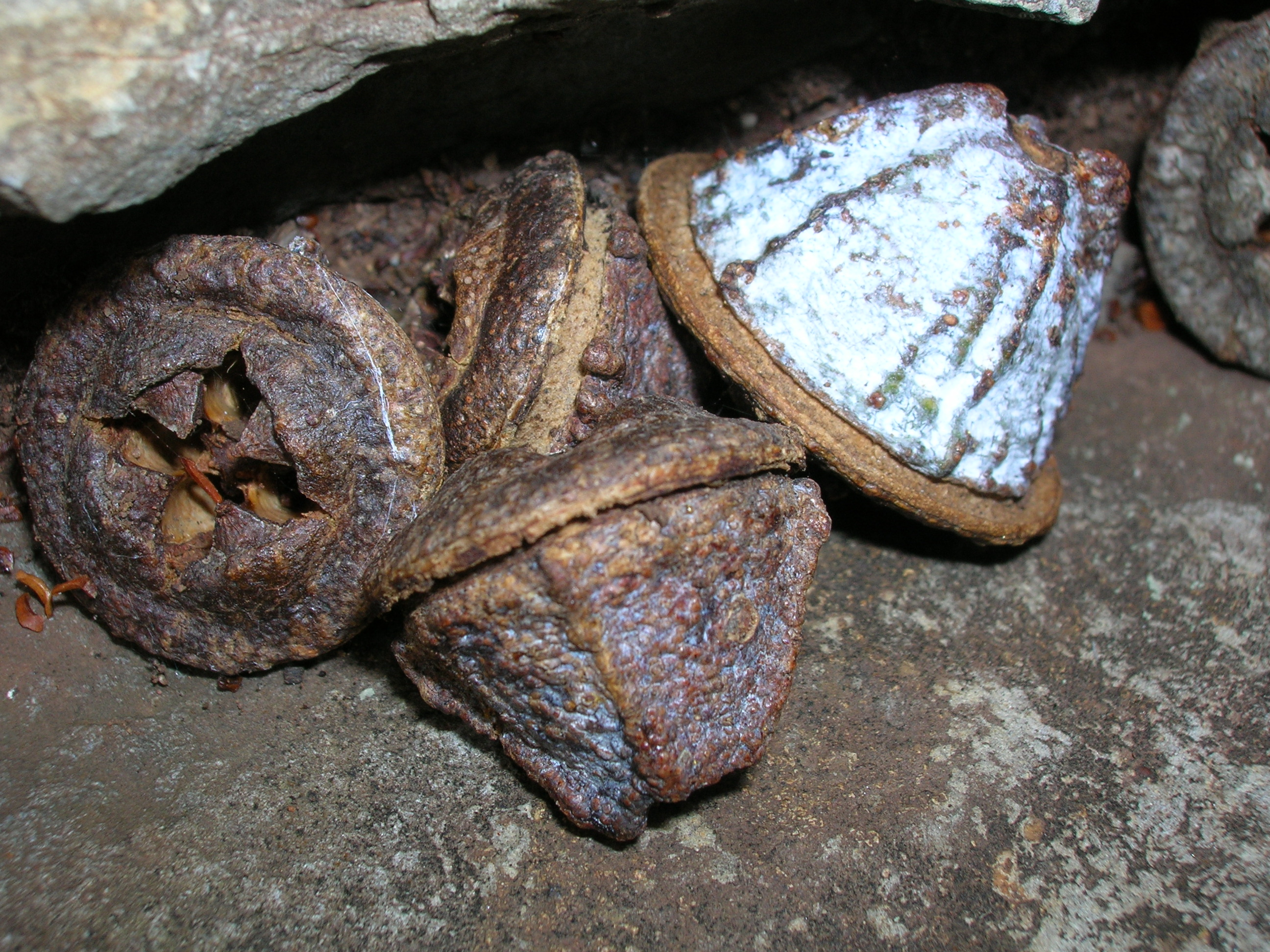
Frutos de eucalipto-comum, mostrando o opérculo com as valvas abertas.

Eucalyptus globulus Labill. (do latim globulus, um pequeno botão, referência à forma do opérculo do fruto), conhecido por eucalipto-comum ou eucalipto-da-Tasmânia, é uma espécie florestal de folha perene pertencente ao género Eucalyptus, de crescimento rápido, capaz de produzir árvores de 30 a 55 m de altura (um exemplar existente na Tasmânia tem 90,7 m de altura). Originária da Austrália, a espécie é hoje uma das árvores mais amplamente cultivada em florestas de produção, principalmente para fabrico de pasta de papel e para queima, e a mais expandida das cerca de 600 espécies que integram o género Eucalyptus. A área de ocorrência natural da espécie inclui a Tasmânia e o sul do Estado de Victoria (Austrália). Ocorre ainda em manchas isoladas na ilhas King e Flinders, ambas no Estreito de Bass, e nos cumes do You Yangs. A flor do E. globulus foi proclamada a 27 de Novembro de 1962 como emblema floral do estado da Tasmânia.

## Características e habitat
O E. globulus é uma árvore de grande dimensões (30 a 55 m de altura, mas podendo ocasionalmente ultrapassar os 90 m de altura), de tronco erecto e esguio, com ramificação apenas na parte terminal, formando uma canópia esparsa e irregular a grande altura. O tronco é recoberto por um ritidoma cinzento-claro, liso, que tende a soltar-se espontaneamente libertando longas tiras que ao secar ficam acastanhadas e se enrolam sobre si, ficando pendentes dos troncos por largos períodos.
A madeira é esbranquiçada, com pouco cerne, muito rica em água quando verde, formada por longas fibras esbranquiçadas, fissurando e contorcendo-se durante a secagem. Ao quebrar produz longas falhas aguçadas, ligadas entre si por fortes fibras relativamente flexíveis.
Quando cortada a planta regenera rapidamente a partir da toiça, produzindo fortes turiões recobertos por folhas juvenis que quando desbastados rapidamente reconstituem a árvore. As plantações de eucalipto podem assim ser repetidamente cortadas sem necessidade de replante.
A espécie apresenta marcada heteroblastia, com as plantas juvenis e os rebentos basais e de toiça a apresentarem um tipo de folha diferente das plantas adultas: as folhas juvenis são sésseis, oblolanceoladas, com 6–15 cm de comprimento, e recobertas por um tegumento ceroso de cor azulada, surgindo em pares alternados (dando à planta juvenil características de alternifólia) em caules de secção quadrangular. A folhas das árvores adultas são estreitas, falciformes a siculares (isto é alongadas e contorcidas em forma de foice), com 15–35 cm de comprimento, com tegumento verde acinzentado (particularmente na página inferior), surgindo alternadamente ao longo de caules arredondados.
Os botões são oblongos, mais largos na parte distal, rodeados por uma bordadura irregular recoberta por protuberâncias, terminando num opérculo aplanado (topo do botão floral) com uma protuberância central. As flores são esbranquiçadas ou cremosas, instaladas nas axilas das folhas, produzindo um copioso néctar que quando utilizado por colmeias produz um mel com sabor e cheiro característicos. Floresce nos meses de Setembro e Outubro.
Os frutos são cápsulas lenhosas com 1.5 a 2.5 cm de diâmetro, reproduzindo a forma do botão da flor. Cada fruto contem numerosas sementes minúsculas, que são libertadas através de 3 a 6 valvas que se abrem no topo do fruto aquando da maturação.
O eucalipto-comum produz um extenso sistema radicular, que em solos bem drenados se pode estender por muitas dezenas de metros em torno da árvore, penetrando profundamente no perfil atingindo nalguns casos mais de 10 m de profundidade. A planta adulta não tem raiz apical, desenvolvendo um sistema radicular que se distribui radialmente em torno da árvore sem qualquer elemento aprumado.
A planta é uma planta vivaz e resistente, preferido os solos ligeiramente ácidos e as zonas frescas e húmidas. Contudo, tolera bem a secura, sendo extremamente eficaz na absorção de água do solo. Não resiste aos frios intensos, aos nevoeiros persistentes e às secas prolongadas.

## Usos
O eucalipto-comum é a espécie florestal mais plantada para fins comerciais na Austrália, onde ocupa cerca de 4 500 km² de território (65% da área florestada para produção de madeiras rijas). A árvore é também extensamente cultivada em outras regiões de clima temperado, entre as quais a região mediterrânica da Europa, sendo também a espécie florestal mais cultivada em Portugal, onde fornece a maior parte da matéria-prima utilizada para produção de pasta de papel.
Para além da sua utilização para produção de pasta de papel, uso em que as suas longas fibras produzem papel de grande qualidade, a sua madeira é também utilizada como elemento estrutural em construções, embora tenda a fender e retorcer com a secagem, e para lenha, produzindo um biocombustível de boa qualidade.
As folhas de eucalipto são utilizadas para a confecção de infusões terapêuticas, especialmente para afecções do sistema respiratório superior. Os óleos essenciais extraídos das suas folhas, comercializados sob a designação de cineol (cineole ou eucaliptol), são utilizados em confeitaria, produzindo um efeito refrescante e dilatador dos brônquios semelhante ao mentol. A República Popular da China é o maior produtor mundial de cineol.

## Taxonomia
Recentes estudos de biologia molecular levam a crer que o E. globulus e as espécies com ele estreitamente aparentadas constituem um complexo de subespécies enquadráveis numa única espécie. Nesta acepção, mais alargada e ignorando pequenas variações morfológicas, a espécie E. globulus inclui as seguintes subespécies:
- E. globulus subsp. bicostata = E. bicostata
- E. globulus subsp. globulus = E. globulus - o eucalipto-comum
- E. globulus subsp. maidenii= E. maidenii - o eucalipto-de-Maiden
- E. globulus subsp. pseudoglobulus = E. pseudoglobulus

A inclusão numa única espécie dos diferentes taxons atrás citados é apoiada por outros autores e entidades, como   o Tasmanian Herbarium e o Royal Botanic Gardens, Melbourne, mas não pelo Royal Botanic Gardens, Sydney, no qual os quatro taxa são considerados espécies distintas.

## Polémica
O E. globulus foi introduzido na Califórnia em meados do século XIX, estando presente em muitos dos parques citadinos de San Francisco e noutras cidades do litoral daquele estado. A partir do seu uso como ornamental, naturalizou-se, sendo hoje considerado uma espécie invasora devido à sua capacidade para se implantar rapidamente nos habitats de clima mediterrânico da região, substituindo a vegetação endémica, porém a flora nativa para o território onde a Califórna está localizada não tem nenhuma importância económica e cultural, ao contrário do E. globulus nativo da Austrália, a vegetação nativa da Califórnia possui somente importância ambiental. Nesse sentido, tem-se vindo a proceder na Califórnia à sua completa erradicação do solo.
Também em Portugal esta árvore se comporta como uma espécie invasora embora nenhuma medida de erradicação tenha sido levada a cabo sobretudo devido ao valor económico da espécie. Contudo, dado que o eucalipto consegues absorver grandes quantidades de água no verão, apresenta vantagem competitiva sobre as demais espécies vegetais, com consequências nefastas para a biodiversidade das florestas. Outra polémica em torno desta espécie prende-se com os fogos florestais, um flagelo recorrente em Portugal na época de verão. E assim, o Governo português começou a estabelecer limites para as de eucalipto no país a fim de conter a expansão da espécie e incentivar o plantio de espécies de árvores nativas europeias, porém não nativas de Portugal, que também possuem importância económica e cultural quanto a espécie invasora possui, mesmo assim a medida se baseou na controversa da plantação de Eucalyptus globulus e das outras espécies de eucalipto em Portugal.

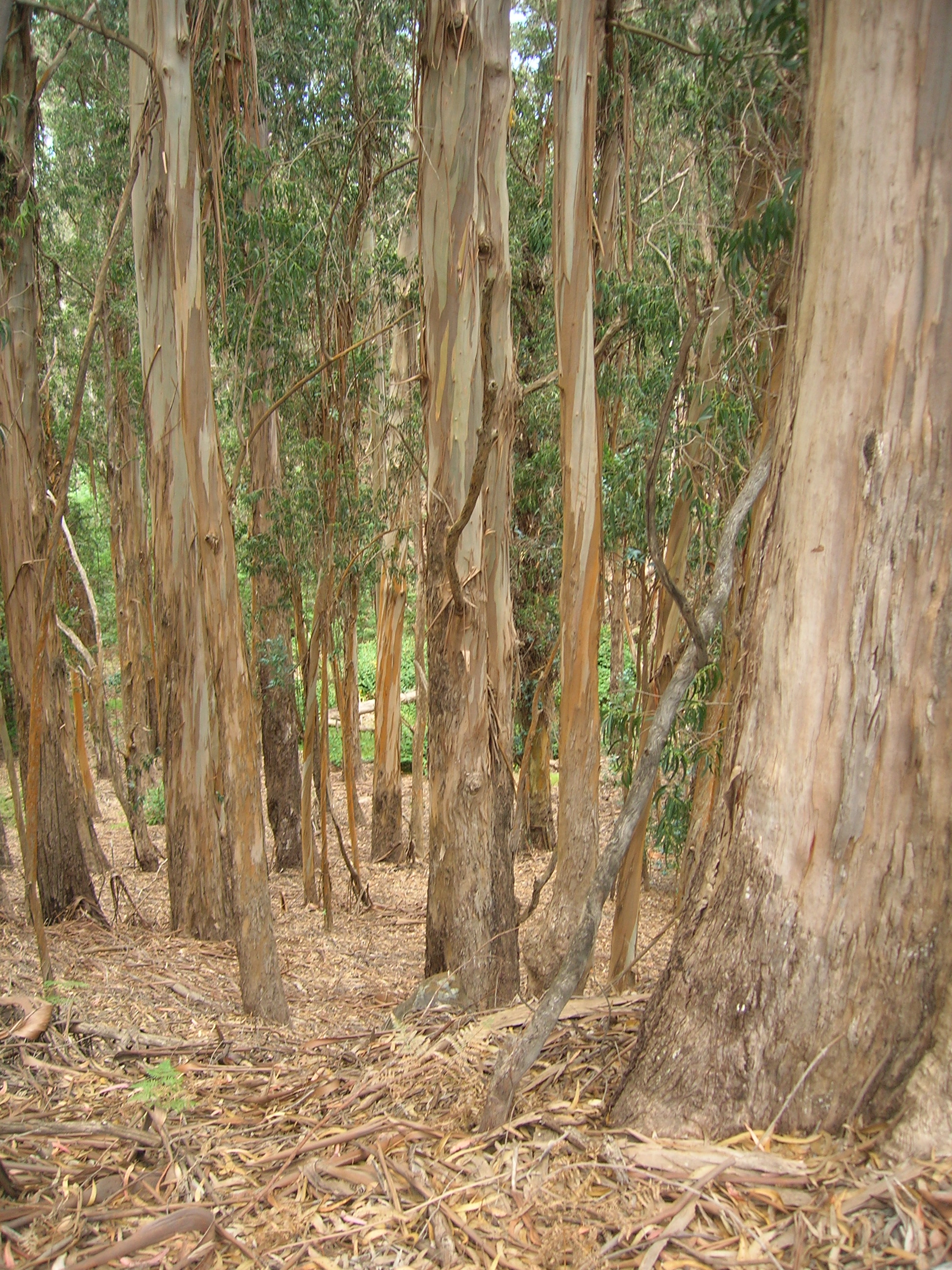
Descasque espontâneo (libertação do ritidoma externo).
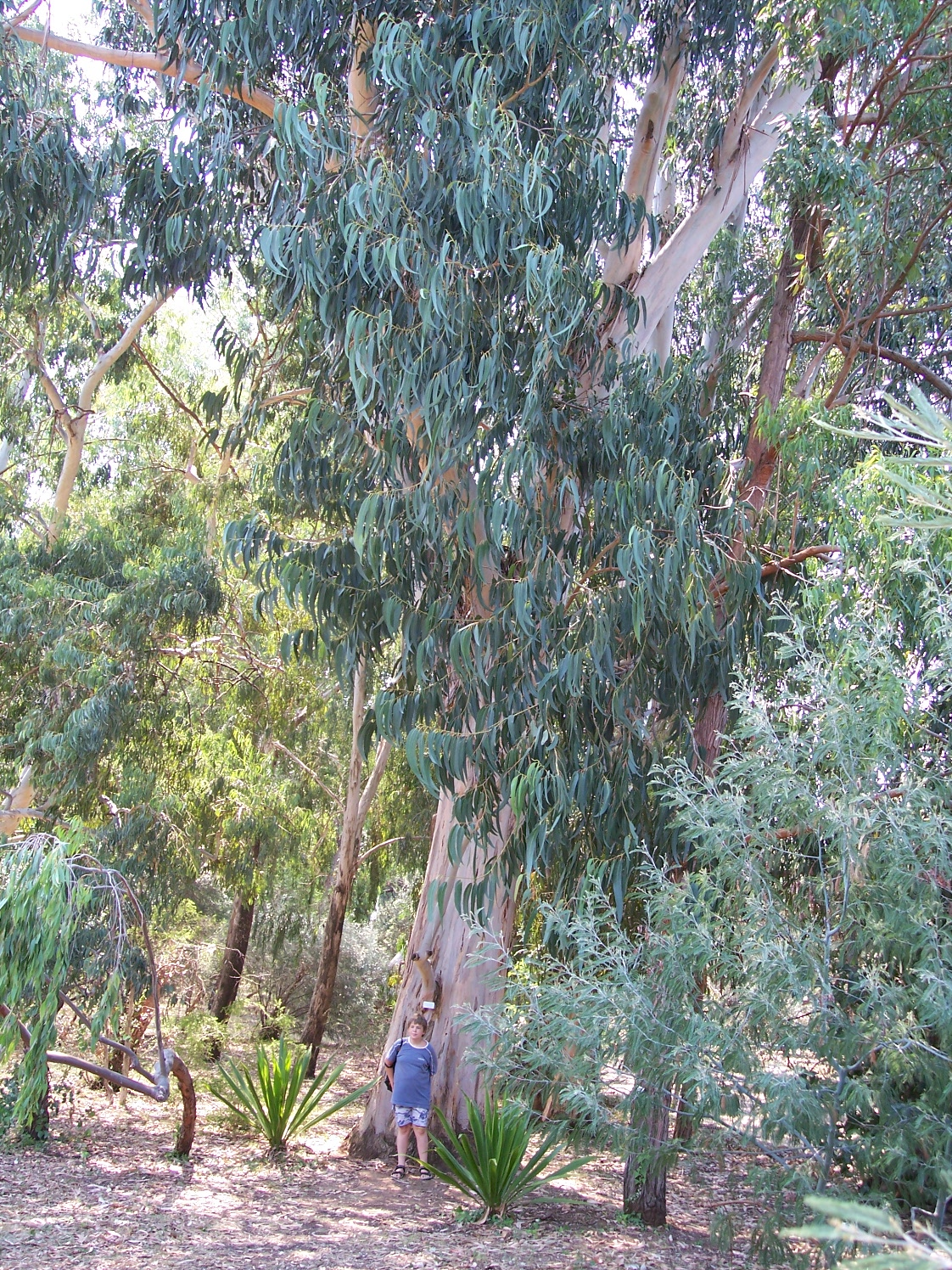
Árvore adulta.
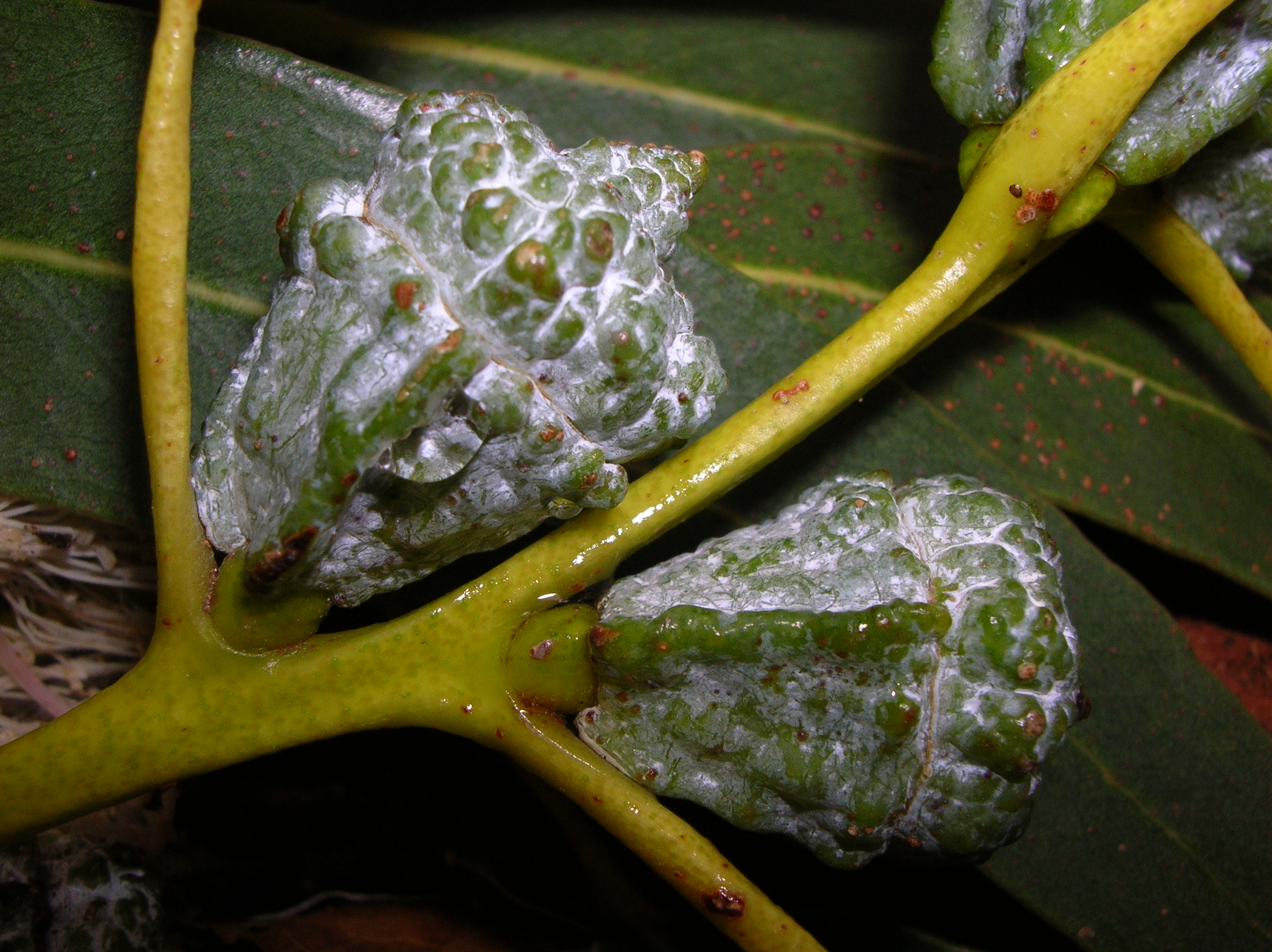
Flor em botão.
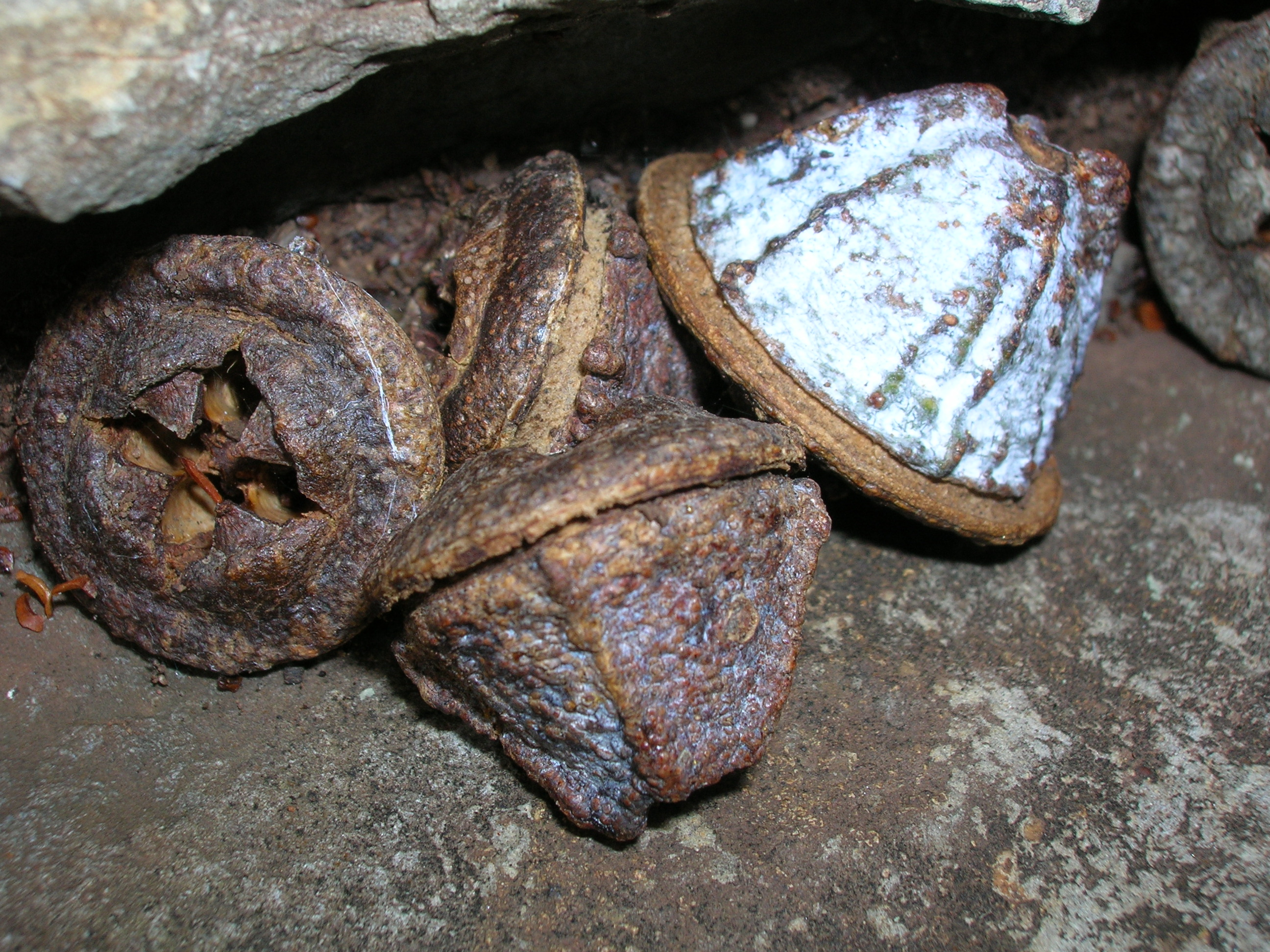
Fruto.